# La reginetta delle nevi
La reginetta delle nevi (Winter Carnival) è un film del 1939 diretto da Charles Reisner.
È una commedia a sfondo drammatico statunitense con Ann Sheridan, Richard Carlson e Helen Parrish. È basato sul racconto breve Echoes That Old Refrain di Corey Ford pubblicato sul The Saturday Evening Post il 29 maggio 1937.

## Trama
L'ereditiera Jill Baxter (Ann Sheridan) torna al Dartmouth College, a Hanover nel New Hampshire, per il "Carnevale d'Inverno", festa dove anni prima era stata nominata "Reginetta". Qui, dopo il divorzio dal marito, ritrova l'ex fidanzato (Richard Carlson), diventato professore, che aveva lasciato per il marito. Flirtano e ritrovano l'amore sulle piste da sci e alle feste della ricorrenza; nel frattempo, la sua giovane sorella spera di essere scelta come reginetta del Carnevale, il titolo che Jill aveva al college.

## Produzione
Il film, diretto da Charles Reisner su una sceneggiatura di Lester Cole, Maurice Rapf, Budd Schulberg e F. Scott Fitzgerald (quest'ultimo non accreditato) con il soggetto di Corey Ford (autore del racconto breve), fu prodotto da Walter Wanger per la Walter Wanger Productions e girato, tra le altre location, nel Dartmouth College, ad Hanover, New Hampshire, dall'aprile 1939 al 3 giugno 1939. Robert Walker è al suo debutto.

## Distribuzione
Il film fu distribuito con il titolo Winter Carnival negli Stati Uniti dal 28 luglio 1939 dalla United Artists.
Altre distribuzioni:
- in Portogallo il 4 dicembre 1939 (A Vida é uma Festa)
- in Svezia il 17 agosto 1940 (Vinterkarneval)
- in Danimarca il 24 marzo 1941 (Vinter Karneval)
- in Italia (La reginetta delle nevi)
- in Messico (Carnaval de invierno)
- in Grecia (To karnavali tis zois)